# Pipo Peteln
Josef „Pipo“ Peteln (* 2. März 1893 in Marburg an der Drau; † 18. August 1973 in Graz, bis 1919 von Peteln) war ein österreichischer Künstler, der vor allem als Druckgrafiker und Landschaftsmaler hervortrat.

## Leben und Werk
Peteln besuchte eine Kadettenschule und war Offizier der k.u.k. Armee, unter anderem von 1911 bis 1914 in böhmischen und galizischen Garnisonen. Er nahm von 1914 bis 1918 als Offizier und Flieger am Ersten Weltkrieg teil. Anschließend studierte er an der Landeskunstschule in Graz, unter anderem bei Alfred Schrötter und Fritz Silberbauer, und machte auch eine Ausbildung zum Goldschmied. Anschließend war er als freischaffender Künstler tätig. Sein frühes Werk wird der Grazer Zeitkunst zugeordnet.
Nach der deutschen Besetzung der Untersteiermark war Peteln von 1941 bis 1945 im Auftrag der NSDAP u. a. Kulturreferent der Stadt Marburg und Direktor der Stadtbibliothek sowie regionaler Leiter der Kameradschaft steirischer Künstler und Kunstfreunde für die Untersteiermark. 1945 aus seiner Heimat vertrieben, siedelte sich Peteln in Gedersberg an und lebte ab 1953 in Graz. 1955 wählte ihn der  Steiermärkische Kunstverein Werkbund zu seinem zweiten Präsidenten.
Pipo Peteln schuf u. a. Landschafts- und Blumenbilder, Reiseskizzen sowie zahlreiche Stillleben in Öl, Tempera und Aquarell. Er wurde u. a. mit der Großen Österreichischen Kunstmedaille (1937) und der Silbernen Medaille der Stadt Graz (1957) ausgezeichnet. 1965 erhielt er den Titel „Professor“. Anlässlich seines 75. Geburtstages fanden große Werkschauen in der Neuen Galerie Graz sowie im Künstlerhaus statt.
Sein Grab befindet sich am St. Peter Stadtfriedhof in Graz.